# Giorgio Moroder
Giovanni Giorgio Moroder (Ortisei, 26 de abril de 1940) é um produtor musical e compositor italiano que inovou a chamada euro disco, sendo considerado pioneiro na música eletrônica com o massivo uso de sintetizadores no final dos anos 1970. Seu trabalho teve grande influência em diversos gêneros musicais da década de 1980 e 1990, como Hi-NRG, italo disco, synth-pop, new wave, house e techno.

## História
Como produtor musical, é particularmente conhecido por seu trabalho com Donna Summer, em sucessos como Love to Love You Baby e I Feel Love. Moroder também produziu sucessos disco para o grupo feminino The Three Degrees.
Moroder também gravou trabalhos com seu próprio nome assinando Giorgio, como From Here to Eternity de 1977, e E=MC². No Brasil, fez grande sucesso com o hit Son of My Father, sucesso na trilha internacional da novela Selva de Pedra. Em 1978 gravou The Chase, tema do filme Midnight Express.
Também no final dos anos 70 gravou um álbum com música eletrônica com Chris Bennett. No Brasil, eles tiveram dois sucessos: Love's In You, Love's In Me (tema da novela Sinal de Alerta) e Love Now, Hurt Later, sucesso na trilha da novela Pecado Rasgado.
Entre os principais compositores que ajudaram Giorgio a fazer sucesso no mundo encontram-se Pete Bellotte e Harold Faltermeyer.
No Brasil, sua música também foi utilizada em vinhetas televisivas, do SBT e da TV Globo de São Paulo. Na vinheta de abertura e encerramento das transmissões do SBT, entre 1987 e 1996, tocava-se The Fight, música do filme Over the Top. A Globo São Paulo usou a música na abertura de sua programação entre 1992 e 1993.
Nos anos 80, Moroder produziu, dentre outras, músicas das trilhas sonoras dos filmes The NeverEnding Story, Cat People, Flashdance, Scarface, Top Gun, Beverly Hills Cop II (br: Um Tira da Pesada II/pt: O Caça Polícias - Parte 2) e para o filme restaurado Metropolis, de Fritz Lang.
Produziu também as bandas Munich Machine, Information Society, Sigue Sigue Sputnik e Philip Oakey em sua carreira solo (vocalista do Human League) com o hit "Together In Eletric Dreams" do filme Eletric Dreams (1985).
Em 2013 participou da produção do último álbum da dupla de DJ's Daft Punk, intitulado Random Access Memories, uma homenagem à cultura musical dos anos 70 e 80. Giorgio emprestou seu nome, história e estilo à música de mesmo nome "Giorgio by Moroder". Em parceria com a dupla Daft Punk, o resultado foi muito satisfatório, entrelaçando a batida digital e mixada dos DJ's com o clássico sintetizador "clickado" de Giorgio.
Em novembro de 2014, foi anunciado que Moroder iria lançar um novo álbum na primavera de 2015 do Hemisfério Norte, chamado "74 is the New 24", com a participação de grandes artistas como Britney Spears, Kylie Minogue, Sia, Charli XCX, Foxes, entre outros. No mesmo dia foi disponibilizada a faixa-título do álbum. No dia 16 de janeiro de 2015, chegou à rede a parceria com Minogue chamada "Right Here, Right Now" e esta foi lançada quatro dias depois, com seu clipe sendo divulgado em 2 de fevereiro.
No dia 13 de abril de 2015, Moroder divulgou em sua página no Facebook o nome e a capa do segundo single de seu álbum "Déjà Vu", e que o álbum levaria o mesmo nome da canção. Este álbum contou com participações de cantoras com grande porte, como Britney Spears. Ela gravou uma música intitulada de "Tom's Diner", cover da cantora Suzanne Vega. A música vazou na internet no dia 24 de abril.

## Discografia

### Álbuns de estúdio
- 1969 - That's Bubble Gum - That's Giorgio
- 1970 - Giorgio
- 1972 - Son Of My Father
- 1973 - Spinach 1
- 1973 - Giorgio's Music
- 1975 - Einzelgänger
- 1976 - Knights in White Satin
- 1977 - Munich Machine - Munich Machine
- 1977 - From Here to Eternity
- 1978 - Love's in You, Love's in Me
- 1978 - Battlestar Galactica
- 1978 - Midnight Express
- 1978 - Munich Machine - A Whiter Shade of Pale
- 1979 - Munich Machine - Body Shine
- 1979 - E=MC2
- 1983 - Solitary Men (com Joe Esposito)
- 1985 - Innovisions
- 1985 - Philip Oakey & Giorgio Moroder
- 1990 - To Be Number One
- 1992 - Forever Dancing
- 1998 - Moroder and Moroder Art Show
- 2015 - Déjà Vu

### Singles
- 1965 Cerca (Di Scordare) / Shaba-Dahba-Dahbadah
- 1965 Baby Courreges / Warum Hoer' Ich Nichts Von Dir (as Rock Romance)
- 1966 Stop / Believe In Me (as Giorgio)(as George)
- 1966 Glaub An Mich / Stop
- 1966 Bla, Bla Diddly / How Much Longer Must I Wait, Wait (as Giorgio and The Morodians)
- 1967 Mr. Strauss / Alle Analphabeten - auf die Plätze Fertig los! (as Johnny Schilling)
- 1967 Lilly Belle / Love's Morning Land
- 1968 Moody Trudy / Stop (Alternative Version)
- 1968 Yummy, Yummy, Yummy / Make Me Your Baby (as Giorgio)(as George)
- 1968 Cinnamon / Reesy-Beesy
- 1968 Monja / Raggi Di Sole (as George)
- 1969 Luky, Luky [Looky, Looky] / Senza Te, Senza Me [Happy Birthday] (as George)
- 1969 Looky, Looky / Happy Birthday
- 1969 Aquarius (Let The Sunshine In) / Gimme, Gimme Good Lovin
- 1969 Mah Nà Mah Nà / Doo-Bee-Doo-Bee-Doo (as Giorgio)(as Stop Studio Group)(as Stammer The Hammer)(as The Great Unknowns)
- 1970 Lina Con La Luna (Moody Trudy) / Risi E Bisi (Reesy Beesy) (as George)
- 1970 Mony, Mony / Tempo D'amore (Love's Morning Land)(as George)
- 1970 Arizona Man / Sally Don't You Cry
- 1970 Arizona Man (Jerk) / So Young (Slow)
- 1970 America, America / Rhythm Of Love (as Spinach)
- 1971 Action Man (Part 1) / Action Man (Part 2) (as Spinach)
- 1971 Underdog / Watch Your Step
- 1971 I'm Free Now / Son Of My Father
- 1972 London Traffic / Everybody Join Hands
- 1972 (Sweet Sixteen) You Know What I Mean / Knockin' On Your Door (as Spinach)
- 1972 Tu Sei Mio Padre [Son Of My Father] / Non Ci Sto [Underdog]
- 1972 Son Of My Father / Underdog
- 1972 Son Of My Father (Part 1) / Son Of My Father (Part 2)
- 1972 Lord (Release Me) / Tears (as Children Of The Mission)(as Inter-Mission)
- 1972 Today's A Tomorrow (You Worried 'Bout Yesterday) / Pauline
- 1972 Take It, Shake It, Break My Heart / Spanish Disaster
- 1972 The Future Is Past / Blue Jean Girl
- 1973 Looky, Looky / I'm A Bum (as Spinach)
- 1973 Lonely Lovers' Symphony / Crippled Words
- 1973 Heaven Helps The Man (Who Helps Himself) / Sandy
- 1973 Hilf Dir Selbst / Geh Zu Ihm
- 1974 Marrakesh / Nostalgie
- 1974 Lie, Lie, Lie / Collico
- 1974 Born To Die (Mono) / Born To Die (Stereo)(as Giorgio)
- 1974 Born To Die / Strongest Of The Strong (as Giorgio's Common Cause)
- 1975 Bricks And Mortar / It's A Shame
- 1975 Rock Me To My Soul / Dark And Deep And Inbetween (as Giorgio's Common Cause)
- 1975 Einzelgänger (Stereo) / Einzelgänger (Mono) (as Einzelgänger)
- 1975 Einzelgänger / Liebes Arie (as Einzelgänger)
- 1976 Einzelgänger / Good Old Germany (as Einzelgänger)
- 1976 Take Five / Enterprise (as MLS (Musicland Set))
- 1976 Knights In White Satin / I Wanna Funk With You Tonite
- 1976 I Wanna Funk With You Tonite / Oh, L'Amour
- 1977 Let The Music Play / Oh, L'Amour
- 1977 From Here To Eternity / Too Hot To Handle
- 1977 From Here To Eternity / Utopia - Me Giorgio
- 1977 Get On The Funk Train (Part I) / Get On The Funk Train (Part II) (as Munich Machine)
- 1978 Chase (Part 1) / Chase (Part 2)
- 1978 (Theme From) Midnight Express (Instrumental) / Loves Theme
- 1978 Love Is You / Love Trap (as The Beepers)
- 1978 A Whiter Shade Of Pale / It's All Wrong (But It's Alright) (as Munich Machine)
- 1978 Love's In You (Love's In Me) / I Can't Wait (as Giorgio & Chris)
- 1979 Party Light / Bolectro (as Munich Machine)
- 1979 Baby Blue / If You Weren't Afraid
- 1979 If You Weren't Afraid / E=MC2
- 1979 Baby Blue / E=MC2
- 1979 What A Night / What A Night (Short Version)
- 1979 What A Night / If You Weren't Afraid
- 1980 Hollywood Dreams / Valley Of The Dolls
- 1980 Night Drive / The Apartment
- 1980 Call Me / Night Drive
- 1980 Guerreros Del Espacio / Bolectro
- 1980 Love and Passion / Hello Mr. W.A.M.
- 1983 Lady, Lady / Diamond Lizzy (as Giorgio Moroder & Joe Esposito)
- 1983 Scarface (Push It To The Limit) / Tony's Theme (as Giorgio Moroder & Paul Engemann)
- 1984 Together In Electric Dreams / Together In Electric Dreams (Instrumental) (as Giorgio Moroder & Philip Oakey)
- 1984 The Duel / Madeline's Theme
- 1984 Love Kills / Rotwang's Party (Instrumental) (as Giorgio Moroder & Freddie Mercury)
- 1984 Cage Of Freedom / Worker's Dance (Instrumental) (as Giorgio Moroder & Jon Anderson)
- 1984 Here She Comes / Obsession (Instrumental) (as Giorgio Moroder & Bonnie Tyler)
- 1984 Now You're Mine / Now You're Mine (Instrumental) (as Giorgio Moroder & Helen Terry)
- 1984 Reach Out / Reach Out (Instrumental)(as Giorgio Moroder & Paul Engemann)
- 1984 American Dream / Too Hot To Touch (Instrumental) (as Giorgio Moroder & Paul Engemann)
- 1985 Shannon's Eyes / Shannon's Eyes (Instrumental) (as Giorgio Moroder & Paul Engemann)
- 1985 Night Time Is The Right Time / Baby Blue [1985 Remix]  (as Giorgio Moroder & Edie Marlena)
- 1985 Good-Bye Bad Times / Good-Bye Bad Times (Instrumental) (as Giorgio Moroder & Philip Oakey)
- 1985 Be My Lover Now / Be My Lover Now (Instrumental) (as Giorgio Moroder & Philip Oakey)
- 1985 A Love Affair / Show Me The Night (as Giorgio Moroder & Joe Esposito)
- 1990 Dreams We Dream / The Neverending Story (as Giorgio Moroder & Joe Milner)
- 1992 Carry On / Carry On (Instrumental) (as Giorgio Moroder & Donna Summer)
- 1996 Lips
- 2012 Giorgio's New Dancing Shoes (from the CD: The 84th Academy Awards)
- 2014 Giorgio's Theme
- 2014 74 Is The New 24
- 2015 Right Here, Right Now
- 2015 Déjà Vu
- 2015 Willoughby (as Giorgio Moroder & Bruce Sudano)

### Compilações
- 1976 — Summer-Kelly-Giorgio - Best Of Disco
- 1978 — Musicland - The Sound Of Munich or Oasis - The Sound Of Munich
- 1985 — From Here to Eternity... And Back
- 1991 — 16 Early Hits
- 2001 — The Best of Giorgio Moroder
- 2005 — Electronic Dancefloor Classics 1
- 2006 — Electronic Dancefloor Classics 2
- 2013 — On The Groove Train Volume 1: (1975–1993)
- 2013 — On The Groove Train Volume 2: (1974–1985)
- 2013 —  Best Of Electronic Disco
- 2013 — Schlagermoroder (1966–1975)
- 2013 — Schlagermoroder Volume 2 (1965–1976)

## Colaborações
Artistas com os quais Moroder colaborou
| - Daft Punk - Edoardo Bennato - Blondie - David Bowie - Cameo - Irene Cara - Cheap Trick - Cher - Roger Daltrey - Joe Esposito - Falco - France Gall - Sammy Hagar - Nina Hagen - Elton John - Janet Jackson - Chaka Khan - Britney Spears - Lady GaGa - Matthew Koma - Foxes - Charli XCX - Sistar | - Andy Lau - Kenny Loggins - KMFDM - Gloria Estefan - Freddie Mercury - Gianna Nannini - Olivia Newton-John - Leni Riefenstahl - Sabrina Salerno - Sparks - Sigue Sigue Sputnik - Barbra Streisand - Liza Minnelli - Donna Summer - Bonnie Tyler - Paul Engemann - Lana Del Rey - Kylie Minogue - Sia - Kelis - Mikky Ekko - Marlene - Markus Schulz - The Weeknd |